# Антоний Лариски
Антоний Лариски (на гръцки: Ἀντώνιος της Λάρισσας) е византийски духовник от 14 век — митрополит на Лариса в периода 1340 – 1362 г. През 1359 – 1362 г. служи и като вселенски съдия на ромеите (на гръцки: καθολικός κριτής των Ρωμαίων) — един от четиримата такива съдии, влизащи в състава на най-високата съдебна инстанция в империята по това време. Автор е и на няколко омилия.